# Чесма (село)
Чесма́ — село в Росії, адміністративний центр Чесменського району Челябінської області. Село утворює Чесменськое сільське поселення і є єдиним населеним пунктом на його території.

## Географія
Село Чесма розташоване в центрі Чесменського району.

## Історія
У 1842–1843 роках при заселенні Новолінійного району була створена ділянку № 27, пізніше перейменована в селище Чесминський.
Назва була дана (поряд з Берліном, Парижем, Лейпцигом, Варною, Фершампенуаз, Арсинським та іншими селами Челябінської області) в пам'ять про перемогу російської армії: в 1770 році в Чесменський бухті Егейського моря був розбитий турецький флот.

## Демографія
Станом на 2006 рік населення села становило 6000 осіб. Спільними зусиллями за рахунок підвищення народжуваності заплановано довести чисельність населення села до позначки 6 800 осіб до 2025 року.
За даними перепису населення 2010 року, у Чесмі проживали вже 6517 осіб.
| 1959  | 1970  | 1979  | 1989  | 2002  | 2010  | 2011  |
| ----- | ----- | ----- | ----- | ----- | ----- | ----- |
| 3315  | ↗4332 | ↗4984 | ↗5499 | ↗5831 | ↗6517 | ↘6507 |
| 2012  | 2013  | 2014  | 2015  | 2016  | 2017  |       |
| ↘6465 | ↘6396 | ↗6405 | ↘6340 | ↘6313 | ↗6334 |       |

## Транспорт
В 1959 році в Чесмі заснували аеропорт. З нього можна було за півгодини прилетіти в Челябінськ і Магнітогорськ. Аеропорт обслуговував літаки Іл-18 і Ан-2. В 1992 році аеропорт закрили, а потім знесли.

## Економіка
Працює Чесменське мармурове родовище. В основному економіка представлена лише сільським господарством.